# Stanley Baldwin
Stanley Baldwin (ur. 3 sierpnia 1867 w Bewdley, Worcestershire, zm. 14 grudnia 1947 w Stourport-on-Severn, Worcestershire) – brytyjski polityk z Partii Konserwatywnej, minister, premier Wielkiej Brytanii w latach 1923–1924, 1924-1929 i 1935-1937.
Rząd Baldwina złamał strajk generalny w roku 1926 i przyznał prawa wyborcze wszystkim dorosłym kobietom. W gospodarce wykształciła się nowa sytuacja – południe zaczęło bogacić się, a na północy panowała stagnacja. Kobiety znalazły zatrudnienie w rozwijającym się sektorze usług. Baldwin przyczynił się do abdykacji króla Edwarda VIII w 1936 roku.

## Wczesne lata życia i początki kariery politycznej
Był synem Alfreda Baldwina (przedsiębiorcy i konserwatywnego polityka) oraz Louisy MacDonald, córki George’a MacDonalda. Wykształcenie odebrał w St Michael's School, następnie w Harrow oraz w Trinity College na Uniwersytecie Cambridge. Studiował historię. Po studiach rozpoczął pracę w rodzinnej firmie. Przez krótki czas służył jako podporucznik w Artillery Volunteers. Po śmierci ojca w 1908 r. został dyrektorem Great Western Railway.
12 września 1892 r. poślubił Lucy Ridsdale (1869 – 17 czerwca 1945), córkę Edwarda Ridsdale’a. Stanley i Lucy mieli razem siedmioro dzieci, z których sześć dożyło wieku dorosłego. Ich najstarsze dziecko urodziło się martwe. Pozostałe dzieci to:
- Diana Lucy Baldwin (ur. 8 kwietnia 1895 – 1982)
- Leonora Stanley Baldwin (10 lipca 1896 – 1989)
- Pamela Margaret Baldwin (16 września 1897 – 14 sierpnia 1976)
- Oliver Ridsdale Baldwin (1 marca 1899 – 10 sierpnia 1958), 2. hrabia Baldwin of Bewdley
- Esther Louisa Baldwin (ur. 16 marca 1902)
- Arthur Baldwin (22 marca 1904 – 5 lipca 1976), 3. hrabia Baldwin of Bewdley

W 1906 r. bez powodzenia startował w wyborach do Izby Gmin w okręgu Kidderminster. Do parlamentu dostał się dopiero w 1908 r., wygrywając wybory uzupełniające w okręgu Bewdley, rozpisane po śmierci jego ojca. Był parlamentarnym prywatnym sekretarzem lidera konserwatystów Andrew Bonar Lawa. W 1917 r. został finansowym sekretarzem skarbu. W 1920 r. został członkiem Tajnej Rady. W 1921 r. został członkiem gabinetu jako przewodniczący Zarządu Handlu. W 1922 r. opowiedział się za zerwaniem przez Partię Konserwatywną koalicji z liberałami Lloyda George. W nowym rządzie Bonar Lawa objął tekę kanclerza skarbu.

## Premier Wielkiej Brytanii
W maju 1923 r. chorujący na raka Bonar Law zrezygnował ze swojej funkcji. Kandydatami na nowego premiera zostali wówczas Baldwin oraz lord Curzon. Brak doświadczenia tego ostatniego w sprawach wewnętrznych oraz fakt, że zasiadał on w Izbie Lordów sprawiły, że król Jerzy V na stanowisko premiera powołał Baldwina. Został on także dodatkowo przewodniczącym Izby Gmin, pozostał również tymczasowo na urzędzie kanclerza skarbu. Stanowisko to nowy premier chciał przekazać liberałowi Reginaldowi McKennie, który już wcześniej sprawował ten urząd. McKenna jednak odmówił ponownego objęcia tego stanowiska i kanclerzem skarbu został Neville Chamberlain.
Mimo że konserwatyści posiadali stabilną większość parlamentarną, Baldwin poczuł się związany wcześniejszymi obietnicami Bonar Lawa, który obiecał, że nie zostaną wprowadzone nowe cła bez wcześniejszych wyborów. Pod koniec 1923 r. wzrastające bezrobocie oraz niska jakość towarów importowanych sprawiły, że Baldwin rozpisał na grudzień przedterminowe wybory, aby móc po nich wprowadzić protekcjonistyczne cła i zahamować wzrost bezrobocia. Wybory zakończyły się zwycięstwem Partii Konserwatywnej, która uzyskała 258 mandatów. Opozycyjne Partia Pracy i Partia Liberalna uzyskały odpowiednio 191 i 159 mandatów. Rząd Baldwina utrzymał się do stycznia 1924 r., kiedy Izba Gmin głosami laburzystów i liberałów udzieliła mu wotum nieufności. Baldwin natychmiast podał swój rząd do dymisji.
Przez kolejnych 10 miesięcy Baldwin był liderem Opozycji. 25 października 1924 r., na cztery dni przez planowanymi wyborami parlamentarnymi, w konserwatywnym Daily Mail ukazał się tzw. „list Zinowjewa” (Zinoviev Letter), adresowany do Komitetu Centralnego Komunistycznej Partii Wielkiej Brytanii, który nawoływał partię do zwiększenia agitacji w Wielkiej Brytanii, zwłaszcza w siłach zbrojnych. Konserwatyści wykorzystali to do kampanii przeciwko brytyjsko-radzieckiemu traktatowi handlowemu z 8 sierpnia, który ich zdaniem był furtką dla radzieckich wpływów w brytyjskim ruchu robotniczym.
Wybory parlamentarne 1924 r. zakończyły się przygniatającym zwycięstwem konserwatystów, który uzyskali nad laburzystami przewagę 223 mandatów. Baldwin po raz drugi w swojej karierze stanął na czele rządu i pozostawał na tym stanowisku przez kolejne 5 lat. Najważniejszym wydarzeniem tego okresu był strajk generalny 1926 r., spowodowany przez planowane przez rząd ograniczenia płac górników. Górnicy rozpoczęli strajk 1 maja. Wkrótce przyłączyły się do nich inne związki zawodowe i strajk przekształcił się w strajk generalny. Strajk zakończył się 12 maja sukcesem rządu, który mógł wprowadzić w życie swoje założenia. Skutkiem wydarzeń 1926 r. było uchwalenie w 1927 r. Trades and Disputes Act, który ograniczał prawa do strajku.
Druga kadencja Baldwina zakończyła się w 1929 r., po wyborczym zwycięstwie laburzystów. Przez kolejne dwa lata Baldwin stał na czele Opozycji, by w 1931 r., w obliczu wielkiego kryzysu gospodarczego, zawrzeć koalicję z laburzystowskimi stronnikami Ramsaya MacDonalda oraz z Partią Liberalną, i utworzyć rząd narodowy. W rządzie tym Baldwin został Lordem Przewodniczącym Rady. W latach 1932–1934 był dodatkowo Lordem Tajnej Pieczęci.
W czerwcu 1935 r. Baldwin zamienił się stanowiskami z MacDonaldem i po raz trzeci został premierem. W okresie trzeciej kadencji następowała stopniowa remilitaryzacja Wielkiej Brytanii – zwiększono liczbę dywizjonów Królewskich Sił Powietrznych, rozbudowano Royal Navy oraz przezbrojono wojska lądowe. W 1936 r. nakłaniał do abdykacji króla Edwarda VIII. Wkrótce potem zrezygnował ze stanowiska premiera. Otrzymał tytuł 1. hrabiego Baldwin of Bewdley i zasiadł w Izbie Lordów.

## Ostatnie lata
Na politycznej emeryturze Baldwin nie udzielał się w życiu politycznym kraju. Poprzestał na pełnionych wcześniej funkcjach kanclerza Uniwersytetu St Andrews (od 1929 r.) i Uniwersytetu Cambridge (od 1930 r.). We wcześniejszych latach był rektorem Uniwersytetu Edynburskiego (1923-1926) i Uniwersytetu Glasgow (1928-1931). W 1937 r. został kawalerem Orderu Podwiązki. W 1945 r. zmarła jego żona. Pod koniec życia Baldwin cierpiał na zapalenie stawów.

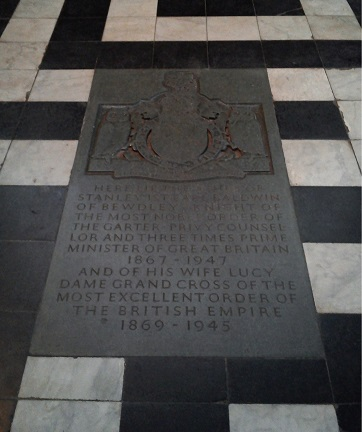
Grób Stanleya Baldwina w katedrze w Wolcesterze

Zmarł we śnie w swoim domu Astley Hall niedaleko Stourport-on-Severn w hrabstwie Worcestershire 14 grudnia 1947 r. Jego ciało zostało poddane kremacji. Jego prochy pochowano w katedrze w Worcesterze. Tytuł hrabiowski odziedziczył jego najstarszy syn.

## Gabinety Baldwina

### Pierwszy gabinet, maj 1923 – styczeń 1924
- premier, kanclerz skarbu, przewodniczący Izby Gmin: Stanley Baldwin
- lord kanclerz: George Cave
- lord przewodniczący Rady: James Gascoyne-Cecil, 4. markiz Salisbury
- lord tajnej pieczęci: Robert Cecil, 1. wicehrabia Cecil of Chelwood
- minister spraw wewnętrznych: William Bridgeman
- minister spraw zagranicznych, przewodniczący Izby Lordów: George Curzon, 1. markiz Curzon of Kedleston
- minister kolonii: Victor Cavendish, 9. książę Devonshire
- minister wojny: Edward Stanley, 17. hrabia Derby
- minister ds. Indii: William Peel, 2. wicehrabia Peel
- minister lotnictwa: Samuel Hoare
- minister ds. Szkocji: Ronald Munro-Ferguson, 1. wicehrabia Novar
- pierwszy lord Admiralicji: Leo Amery
- przewodniczący Zarządu Handlu: Philip Lloyd-Greame
- minister rolnictwa i rybołówstwa: Robert Sanders
- przewodniczący Rady Edukacji: Edward Wood
- minister pracy: Anderson Montague-Barlow
- minister zdrowia: Neville Chamberlain
- finansowy sekretarz skarbu: William Joynson-Hicks
- poczmistrz generalny: Laming Worthington-Evans

Zmiany
- sierpień 1923 r. – Neville Chamberlain zastępuje Stanleya Baldwina na stanowisku kanclerza skarbu, William Joynson-Hicks zastępuje Chamberlaina na stanowisku ministra zdrowia, następcy Joynsona-Hicksa na stanowisku finansowego sekretarza skarbu nie wchodzą w skład gabinetu

### Drugi gabinet, listopad 1924 – czerwiec 1929
- premier, przewodniczący Izby Gmin: Stanley Baldwin
- lord kanclerz: George Cave
- lord przewodniczący Rady, przewodniczący Izby Lordów: George Curzon, 1. markiz Curzon of Kedleston
- lord tajnej pieczęci: James Gascoyne-Cecil, 4. markiz Salisbury
- kanclerz skarbu: Winston Churchill
- minister spraw wewnętrznych: William Joynson-Hicks
- minister spraw zagranicznych: Austen Chamberlain
- minister kolonii: Leo Amery
- minister wojny: Laming Worthington-Evans
- minister ds. Indii: Frederick Smith, 1. hrabia Birkenhead
- minister lotnictwa: Samuel Hoare
- minister ds. Szkocji: John Gilmour
- pierwszy lord Admiralicji: William Bridgeman
- Kanclerz Księstwa Lancaster: Robert Cecil, 1. wicehrabia Cecil of Chelwood
- przewodniczący Zarządu Handlu: Philip Cunliffe-Lister
- minister rolnictwa i rybołówstwa: Edward Wood
- przewodniczący Rady Edukacji: lord Eustace Percy
- pierwszy komisarz ds. prac publicznych: William Peel, 2. wicehrabia Peel
- minister pracy: Arthur Steel-Maitland
- minister zdrowia: Neville Chamberlain
- prokurator generalny: Douglas Hogg

Zmiany
- kwiecień 1925 r. – po śmierci lorda Curzona nowym Lordem Przewodniczącym Rady zostaje lord Balfour, lord Salisbury zostaje przewodniczącym Izby Lordów pozostając Lordem Tajnej Pieczęci
- czerwiec 1925 r. – utworzenie urzędu ministra ds. dominiów, pierwszy ministrem zostaje Leo Amery, który pozostaje równocześnie na stanowisku ministra ds. kolonii
- listopad 1925 r. – Walter Guinness zastępuje Edwarda Wooda na stanowisku ministra rolnictwa i rybołówstwa
- październik 1927 r. – lord Cushendun zastępuje lorda Cecila of Chelwood na stanowisku Kanclerza Księstwa Lancaster
- marzec 1928 r. – Douglas Hogg (teraz jako lord Hailsham) zastępuje lorda Cave’a na stanowisku lorda kanclerza, następcy Hogga na stanowisku prokuratora generalnego nie wchodzą w skład gabinetu
- październik 1928 r. – lord Peel zastępuje lorda Birkenheada na stanowisku ministra ds. Indii, lord Londonderry zastępuje Peela na stanowisku pierwszego komisarza ds. prac publicznych

### Trzeci gabinet, czerwiec 1935 – maj 1937
- premier, przewodniczący Izby Gmin: Stanley Baldwin
- lord kanclerz: Douglas Hogg, 1. wicehrabia Hailsham
- lord przewodniczący Rady: Ramsay MacDonald
- lord tajnej pieczęci, przewodniczący Izby Lordów: Charles Vane-Tempest-Stewart, 7. markiz Londonderry
- kanclerz skarbu: Neville Chamberlain
- minister spraw wewnętrznych: John Simon
- minister spraw zagranicznych: Samuel Hoare
- minister kolonii: Malcolm MacDonald
- minister ds. dominiów: James Henry Thomas
- minister wojny: Edward Wood, 3. wicehrabia Halifax
- minister ds. Indii: Lawrence Dundas, 2. markiz Zetland
- minister lotnictwa: Philip Cunliffe-Lister, 1. wicehrabia Swinton
- minister ds. Szkocji: Godfrey Collins
- pierwszy lord Admiralicji: Bolton Eyres-Monsell, 1. wicehrabia Monsell
- przewodniczący Zarządu Handlu: Walter Runciman
- minister rolnictwa i rybołówstwa: Walter Elliot
- przewodniczący Rady Edukacji: Oliver Stanley
- minister pracy: Ernest Brown
- minister zdrowia: Kingsley Wood
- pierwszy komisarz ds. prac publicznych: William Ormsby-Gore
- minister bez teki: Anthony Eden
- minister bez teki: lord Eustace Percy

Zmiany
- listopad 1935 r. – Malcolm MacDonald zastępuje Jamesa Henry’ego Thomasa na stanowisko ministra ds. dominiów, Thomas zastępuje MacDonalda na stanowisku ministra kolonii, lord Halifax zastępuje lorda Londonderry na stanowiskach lorda tajnej pieczęci i przewodniczącego Izby Lordów, Duff Cooper zastępuje Halifaksa na stanowisku ministra wojny
- grudzień 1935 r. – Anthony Eden zastępuje Samuela Hoare’a na stanowisku ministra spraw zagranicznych
- marzec 1936 r. – Thomas Inskip zostaje członkiem gabinetu jako minister koordynacji obrony, lord Eustace Percy opuszcza gabinet
- maj 1936 r. – William Ormsby-Gore zastępuje Jamesa Henry’ego Thomasa na stanowisku ministra kolonii, lord Stanhope zastępuje Ormsby-Gore’a na stanowisku pierwszego komisarza ds. prac publicznych
- czerwiec 1936 r. – Samuel Hoare zastępuje lorda Monsella na stanowisku pierwszego lorda Admiralicji
- październik 1936 r. – Walter Elliot zastępuje Godfreya Collinsa na stanowisku ministra ds. Szkocji, William Morrison zastępuje Elliota na stanowisku ministra rolnictwa i rybołówstwa, Leslie Hore-Belisha zostaje członkiem gabinetu jako minister transportu

## Film i telewizja
W postać premiera Baldwina wcielali się następujący aktorzy:
- Ralph Michael w The Forsyte Saga z 1967 r.
- Robert Douglas w The Woman I Love z 1972 r.
- Brian Hayes w Days of Hope z 1975 r.
- David Waller w Edward and Mrs Simpson z 1978 r.
- Paul Curran w The Life and Times of David Lloyd George z 1981 r.
- Peter Barkworth w Winston Churchill: The Wilderness Years z 1981 r.
- David Waller w The Woman He Loved z 1988 r.
- Patrick Balckwell w Pan wzywał, Milordzie? z 1991 r.
- Derek Jacobi w The Gathering Storm z 2002 r.
- Richard Johnson w Wallis & Edward z 2005 r.
- Anthony Andrews w Jak zostać królem z 2010